# Ludvig-Filip af Frankrig
Ludvig-Filip, fransk: Louis Philippe I (6. oktober 1773 – 26. august 1850) var "franskmændenes konge" (fransk: roi des Français) fra 1830 til 1848. Han var søn af Philippe Égalité og efterkommer af Ludvig 13.
Ludvig-Filip var som helt ung tilhænger af den franske revolution og gjorde tjeneste i den franske hær, men da Ludvig 16. blev henrettet i 1793 gik han over til østrigerne. Han var i eksil blandt andet fire år i USA, men i 1814 vendte han tilbage til Frankrig. Her blev han efterhånden vellidt af borgerskabet, der så ham som en mulig tronkandidat i stedet for de upopulære Bourboner.
Under Juli-revolutionen 1830 blev han udnævnt til konge efter den afsatte Karl 10. I begyndelsen var han yderst populær – blev kaldt borgerkongen – og gennemførte en vis liberalisering, men efterhånden blev hans politik mere og mere konservativ med støtte fra ministrene Thiers og Guizot, og både borgerskab og den voksende arbejderbevægelse vendte sig imod ham. Under Februarrevolutionen 1848 blev han tvunget til at abdicere og flygtede til England, mens Frankrig atter blev republik.
Han var Frankrigs sidste konge. Hans slægt, Orléanserne, kræver stadig Frankrigs trone.

## Efterkommere
Ludvig-Filip var gift med Marie Amalie af Napoli og Sicilien, der var datter af Kong Ferdinand 1. af Begge Sicilier.
Parret fik følgende børn:
- Ferdinand Filip af Orléans, hertug af Chartres (1810 – 1842), gift med Helene af Mecklenburg-Schwerin, har efterkommere, deriblandt Jean, greve af Paris, hertug af Vendôme (født 1965), der er tronprætendent fra 2019.

- Louise af Orléans (1812 – 1850), gift med kong Leopold 1. af Belgien, har efterkommere, deriblandt Philippe af Belgien (født 1960), der er konge siden 2013.

- Marie af Orléans (1813 – 1839), gift med Alexander af Württemberg (1804–1881), har efterkommere, deriblandt Jean, greve af Paris, hertug af Vendôme (født 1965).

- Ludvig Karl af Orléans, hertug af Nemours (1814 – 1896), gift med en sønnedatter af Hertug Franz Friedrich af Sachsen-Coburg-Saalfeld, har efterkommere, deriblandt Jean, greve af Paris, hertug af Vendôme (født 1965) samt Gaston, greve af Eu og andre medlemmer af den brasilianske kejserfamilie.

- Prinsesse Françoise Louise Caroline d'Orléans (1816 – 1818), døde 2 år gammel.

- Clémentine af Orléans (1817 – 1907), gift med prins August Ludvig af Sachsen-Coburg og Gotha (1818 – 1881), fik efterkommere, deriblandt kong Ferdinand 1. af Bulgarien.

- François af Orléans, fyrste af Joinville (1818 – 1900), gift med Francisca af Brasilien, fyrstinde af Joinville, har efterkommere, deriblandt Jean, greve af Paris, hertug af Vendôme (født 1965).

- Charles af Orléans, hertug af Penthièvre (1820 – 1828), døde 8 år gammel.

- Henri af Orléans, hertug af Aumale (1822 – 1897), gift med en datter af Maria Clementina af Østrig (1798–1881), fik 7 børn, der alle døde, før de blev 22 år gamle.

- Antoine, hertug af Montpensier (1824 – 1900), gift med en datter af Ferdinand 7. af Spanien, har efterkommere, deriblandt Jean, greve af Paris, hertug af Vendôme (født 1965).